# Cladiella globulifera
Cladiella globulifera är en korallart som först beskrevs av Carl Benjamin Klunzinger 1877.  Cladiella globulifera ingår i släktet Cladiella och familjen läderkoraller. Inga underarter finns listade i Catalogue of Life.